# 168 Dywizja Piechoty (III Rzesza)
168 Dywizja Piechoty (niem. 168. Infanterie-Division)  – niemiecka dywizja z czasów II wojny światowej, uczestniczyła w ataku na Związek Radziecki. Walczyła głównie przeciw Armii Czerwonej.

## Formowanie i walki
Sformowana na mocy rozkazu z 1 grudnia 1939, w 7. fali mobilizacyjnej w rejonie Görlitz w VIII Okręgu Wojskowym. Od lipcu 1940 przebywała na terytorium okupowanej Polski. Następnie, od 22 czerwca 1941 uczestniczyła w ataku na Związek Radziecki, biorąc udział w walkach z Armią Czerwoną broniącą Kijowa. W 1943 poniosła ciężkie straty pod Biełgorodem, w czasie odwrotu z rejonu Kurska. Po okrążeniu pod Czerkasami została rozbita, a niedobitki które wyrwały się z okrążenia dołączyły do 1 Armii Pancernej. 
Na terenie okupowanej Polski dywizja została odbudowana, ale tylko do poziomu grupy bojowej. W 1945, w czasie ofensywy prowadzonej przez Armię Czerwoną od 12 stycznia została rozbita w czasie walk na przyczółku baranowsko-sandomierskim. Niedobitki wycofały się na Śląsk. Żołnierze 168 DP oddali się do niewoli Armii Czerwonej w maju 1945 w Kłodzku.

## Dowódcy dywizji
- gen. por. Wolf Boysen 11 XII 1939 – 11 I 1940;
- gen. por. Hans Mundt 11 I 1940 – 8 VII 1941;
- gen. por. Dietrich Kraiss 8 VII 1941 – 9 III 1943;
- gen. por. Walter Charles de Beaulien 9 III 1943 – 1 XII 1943;
- gen. por. Werner Schmidt-Hammer 1 XII 1943 – 8 IX 1944;
- gen. mjr Karl Anders 8 IX 1944 – 9 XII 1944;
- gen. por. Werner Schmidt-Hammer 9 XII 1944 – 6 I 1945;
- płk Maximilian Rosskopf  6 I 1945 – 19 II 1945;
- gen. por. Werner Schmidt-Hammer 19 II 1945 – 8 V 1945[2]

## Struktura organizacyjna
- Stan w  grudniu 1939 roku:

417. i 429. pułk piechoty, 248. dywizjon artylerii lekkiej;
- Stan w  styczniu 1940 roku:

417., 429. i 442. pułk piechoty, 248. pułk artylerii, 248. batalion pionierów, 248. oddział rozpoznawczy, 248. oddział przeciwpancerny, 248. oddział łączności, 248. polowy batalion zapasowy;
- Stan w listopadzie 1943 roku:

223. grupa dywizyjna (385. i 425. grupa pułkowa), 417. i 442. pułk grenadierów, 248. pułk artylerii, 248. batalion pionierów, 168. dywizyjny batalion fizylierów, 248. oddział przeciwpancerny, 248. oddział łączności, 248. polowy batalion zapasowy;
- Stan w lipcu 1944 roku:

385., 417. i 442. pułk grenadierów, 248. pułk artylerii, 248. batalion pionierów, 168. dywizyjny batalion fizylierów, 248. oddział przeciwpancerny, 248. oddział łączności, 248. polowy batalion zapasowy;